# Frommhold Károly
Frommhold Károly (Igló, 1810. szeptember 9. – Budapest, 1876. június 9.) orvos.
Dubez Péter hárfaművész apósa.

## Élete
A Ferenc József-rend lovagja, több külföldi vitézi rendjel tulajdonosa és vitézi társulatok tagja volt. Ő honosította meg Magyarországon a villanygyógyászatot. A Lánchíd építkezésénél működött mint orvos, valamint az 1848–49-es forradalom és szabadságharc alatt honvéd törzsorvos volt. Szakirodalmi munkássága jelentős.

## Munkái
- Dissertatio inaug medica. Anatomia pathologica genitalium feminae. Budae, 1837.
- Törvényszéki orvostan alapszabályai. Pest, 1843.
- A villamégetés (Galvanocaustik) és saját módosítható villamkészülékem (Galvanocaustischer Apparat). Bemutatva a magyar orvosok és természetvizsgálók 1863. évi IX. nagygyűlésén. Kivonat a „Villamgyógyászat”-ról szóló még munkában levő művemből. Pest, 1863.
- Electrotherapie mit besonderer Rücksicht auf Nervenkrankheiten. Vom praktischen Stanpunkte skizzirt. Pest, 1865.
- Der constante galvanische Strom, modificirbar in seinem Intensitäts- und Quantitätswerth. Nachtrag zur Electrotherapie. Pest, 1866–67.
- A féloldali ideges főfájás. (Migraine). Pest, 1868. (Értekezések a term. tud. köréből I. 13. sz.)
- Die Migraine und ihre Heilung durch Electricität. Pest, 1868.
- Electrolysis und Electrokatalysis vom physikalischen und medicinischen Gesichtspunkt. Bpest, 1874.

Orvosi cikkei az Orvosi Tárban (1840. Berzdelejfolyammal nehány nap lefolyta alatt meggyógyított Fotthergill-féle arczfájdalom, 1841. Az electricitásról mint gyógyszerről, 1842. A Budapesten felállítandó mentőintézet szükségéről, 1848. Climatologiai észrevételek Pestről), a M. Orvosok és természetvizsgálók Munkálataiban (1841. Az electricitásról, mint gyógyszerről), a M. Orvos-Sebész Évkönyvben (1844. A berzeségről mint gyógyszerről az idegkórokban), a M. Akadémiai Értesítőben (1847. A beteg burgonyákban lakó ázacsokról), az Orvosi Hetilapban (1860. Adatok a villamfolyamok hasonságához physikai s orvosi tekintetben, 1865. 1867. A villamáram mint felszivató szer), a Gyógyászatban (1862. A felső szemhéj és belső egyenes szemizom, illetőleg a szemmozgató ideg bénulása, A túlérzékenységnek villammal meggyógyított ritka esete, Ujdon tér-égető a módosítható villamégető készüléken, 1863. Arczhűdés és gyógyítás villammal, A háti gerinczvelőaszály és a villamfolyamok hatása, 1868. A fejszögzés és gyógykezelése villamárammal), a Közegészségi és törvényszéki Orvostanban (1870. A nehéz kór tanulmányozásához), az Ung. Mediz.-Chirurg. Presseben (1865. Das Verhalten der Electricität-Ströme gegenüber den Rheumatismen, 1867. Modificirbarer galvanischer Apparat für den constanten Strom, 1868. Ozon als prophylacticum gegen Cholera-Contagium, 1873. Ueber Ozon von medizinischen Standpunkt. Ueber Electrokatalyse).